# 楊為民 (1935年)
楊為民（1935年1月15日—2002年1月30日），男，天津人，中國可靠性系统工程的奠基者和專家。

## 生平
1935年1月15日出生于天津，其父為中華人民共和國最高人民法院第四任院長楊秀峰。1953年至1956年在哈爾濱軍事工程學院學習，1956年轉入北京航空學院原火箭系學習，1958年畢業後留校工作。1985年起任北京航空航天大學工程系統工程系主任、可靠性工程研究所所長。1993年起擔任航空工業總公司可靠性工程技術和管理中心主任。1996年起擔任原國防科工委武器裝備可靠性工程技術中心主任。2000年起擔任解放軍總裝備部武器裝備可靠性工程技術中心主任和國防科技工業可靠性工程技術研究中心主任。

## 纪念
2003年，以其生平編寫的話劇《楊為民》在北京的各大劇院公演。

## 外部連結
- 话剧《杨为民》 （页面存档备份，存于）